# Здоров'я (видавництво)
«Здоров'я» — державне спеціалізоване видавництво України; науково-виробниче підприємство Видавництво «Здоров'я». Засноване в 1929 році.

## Історія та статус
- Засноване у 1929 році.
- 1944—1946 — Державне медичне видавництво УРСР Народного комісаріату охорони здоров'я УРСР
- 1946—1964 — Державне медичне видавництво УРСР Міністерства охорони здоров'я УРСР
- 1964—1965 — Видавництво «Здоров'я» Державного комітету Ради Міністрів УРСР з питань друку
- 1965—1973 — Видавництво «Здоров'я» Державного комітету з питань друку при Раді Міністрів УРСР
- 1975 — Видавництво «Здоров'я» Державного комітету Ради Міністрів УРСР у справах видавництв, поліграфії та книжкової торгівлі

## Офіційні дані
- Код ЄДРПОУ: 02473139
- Дата реєстрації: 2 листопада 1995